# Alexei Popyrin
Alexei Popyrin (n. 5 august 1999, Sydney, Noul Wales de Sud, Australia) este un jucător australian de tenis profesionist. Cea mai bună clasare a sa la simplu este locul 38 mondial, în februarie 2024, iar la dublu, locul 235 mondial, în iunie 2022. A devenit profesionist în 2017 și a câștigat două titluri de simplu pe circuitul ATP.

## Viața personală
Popyrin s-a născut în Sydney, Australia, din părinți ruși. A început să joace tenis la Academia de Tenis Kim Warwick din Hornsby la vârsta de patru ani, și a asistat la meciul istoric din runda a treia de la Australian Open 2008 dintre Lleyton Hewitt și Marcos Baghdatis. La vârsta de 8 ani, Popirin s-a mutat în Dubai timp de doi ani din cauza angajamentelor profesionale ale tatălui său, înainte de a se muta în Alicante, Spania, unde colegul său australian Alex de Minaur îi era vecin. Popyrin își petrece, de asemenea, timpul antrenându-se în Nisa, Franța, Marbella, Spania și Dubai. El se antrenează la Academia Mouratoglou din aprilie 2017.
Popyrin vorbește fluent engleză, rusă și spaniolă și este suporter al lui Everton FC.